# 5 Dywizja Lekka (III Rzesza)
5 Dywizja Lekka (niem. 5. leichte Panzer-Division) – niemiecka dywizja pancerna z okresu II wojny światowej

## Historia
Dywizja została sformowana zgodnie z rozkazem z dnia 18 lutego 1941 roku przy wykorzystaniu kadry i części sprzętu 3 Dywizji Pancernej oraz dodatkowych pododdziałów w celu skierowania do Afryki.
Następnie została skierowana do Trypolisu, gdzie weszła w skład Deutsches Afrika Korps. Wzięła udział w początkowych walkach wojsk niemieckich w Afryce Północnej od marca do lipca 1941 roku gdy została przekształcona w 21 Dywizję Pancerną a niektóre pododdziały zostały przekazane do 15 Dywizji Pancernej. 

## Dowódcy
- gen. wojsk. panc. Hans Freiherr von Funck (1941)
- gen. por. Johannes Streich (1941)
- gen. por. Karl Böttcher (1941)

## Skład dywizji
- 5 pułk pancerny (Panzer-Regiment 5)
- 1 bateria 33 zmotoryzowanego dywizjonu przeciwpancernego (1. / Panzerjäger-Abteilung (mot) 33)
- 36 zmotoryzowany dywizjon przeciwpancerny (Panzerjäger-Abteilung (mot) 36)
- 2 zmotoryzowany batalion karabinów maszynowych (Machinengewehr-Bataillon (mot) 2)
- 8 zmotoryzowany batalion karabinów maszynowych (Machinengewehr-Bataillon (mot) 8
- I dywizjon 75 pułku artylerii zmotoryzowanej (I. / Artillerei-Regiment (mot) 75)
- 605 ciężki dywizjon przeciwpancerny ( schwere Panzerjäger-Abteilung (Sfl) 605)
- 606 zmotoryzowany dywizjon artylerii przeciwlotniczej ( Flak-Abteilung (mot) 606)